# Elaphria costipuncta
Elaphria costipuncta är en fjärilsart som beskrevs av William Schaus 1904. Elaphria costipuncta ingår i släktet Elaphria och familjen nattflyn. Inga underarter finns listade i Catalogue of Life.